# Xhelil Gjoni
Xhelil Gjoni (* 3. November 1936) ist ein ehemaliger albanischer Politiker der Partei der Arbeit Albaniens (PPSh).

## Biografie
Als Funktionär der PPSh war er Anfang der 1960er Jahre Förderer des späteren Staats- und Ministerpräsidenten Sali Berisha und vermittelte diesem 1962 einen Studienplatz an der Universität Tirana.
Gegen Ende der Volksrepublik Albanien und dem Zusammenbruch des Kommunismus wurde Gjoni im Juli 1990 Mitglied des Politbüros der PPSh.
Darüber hinaus gehörte er der Volksversammlung (Kuvendi Popullor) in der zwölften Legislaturperiode zwischen 1991 und 1992 als Abgeordneter an. Während dieser Zeit gehörte er dem Führungsgremium der Sozialistischen Partei Albaniens (PS) an, der Nachfolgeorganisation der PPSh.
Über seine politischen Erfahrungen veröffentlichte er darüber hinaus seine Memoiren.
Sein Sohn Ilir Gjoni war zeitweise Innen- und Verteidigungsminister Albaniens in der Regierung von Ministerpräsident Ilir Meta.